# Onda portante

Visualizzazione in frequenza di un segnale AM. Al centro la portante (carrier).

In telecomunicazioni, si chiama onda portante un'onda elettromagnetica o un segnale elettrico, generalmente sinusoidale, con caratteristiche di frequenza, ampiezza e fase note, che viene modificata da un segnale modulante, in genere contenente informazioni, per essere poi trasmessa via etere o via cavo. Tipicamente l'onda portante ha una frequenza maggiore di quella del segnale modulante. Infatti, quando avviene la modulazione, una o più caratteristiche dell'onda portante (ampiezza, frequenza o fase) vengono modificate dal segnale modulante, permettendo così di "trasportare" l'informazione fino al ricevitore. Questo sistema è necessario perché i segnali a bassa frequenza (come la voce umana) non si propagherebbero efficacemente nello spazio o nei cavi per lunghe distanze. Usando un'onda portante ad alta frequenza, possiamo trasportare questi segnali molto più efficacemente.

## Descrizione
Le grandezze caratteristiche della portante risultano quindi funzioni del segnale modulante, in modo da consentire ad una stazione ricevente di ricostruire il flusso di dati trasmessi. Questa operazione di modifica di un segnale noto è detta modulazione.
Tipicamente una portante è generata tramite un oscillatore locale, mentre l'aggancio della modulante è attuata dal modulatore e dipende dal tipo di modulazione effettuata.
La frequenza della portante è normalmente maggiore rispetto a quella del segnale modulante in banda base (che contiene in pratica l'informazione) ottenendo così un segnale informativo in banda traslata.